# Hawthorne (Wisconsin)
Hawthorne è un comune degli Stati Uniti, situato in Wisconsin nella Contea di Douglas.